# IC 375
IC 375 ist eine Balken-Spiralgalaxie vom Hubble-Typ SBb im Sternbild Eridanus am Südsternhimmel. Sie ist schätzungsweise 466 Millionen Lichtjahre von der Milchstraße entfernt und hat einen Durchmesser von etwa 145.000 Lj.
Im selben Himmelsareal befinden sich u. a. die Galaxien IC 376, IC 377, IC 378, IC 380.
Entdeckt wurde das Objekt am 13. Oktober 1891 vom französischen Astronomen Stéphane Javelle.